# سادية

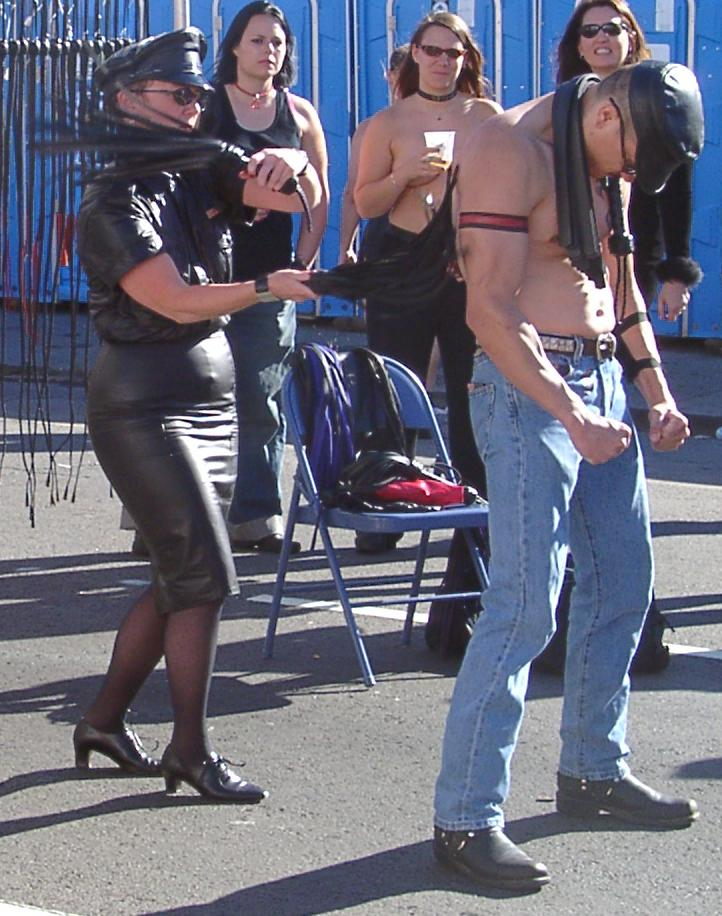
تظاهرة الجلد في مهرجان فولسوم الاستعراضي عام 2004

السادية مصطلح يستعمل لوصف اللذة الجنسية والنشوة التي يتم الوصول إليها عن طريق إلحاق أذى جسدي أو معاناة أو تعذيب من قبل طرف على طرف آخر مرتبطين بعلاقة، سميت بالسادية نسبة إلى الماركيز دي ساد الأديب الفرنسي المشهور والذي تتميز شخصيات رواياته بالاندفاع القهري إلى تحقيق اللذة عن طريق تعذيب الاخرين والسادية تعني الحصول على المتعة من خلال ألم ومعاناة الأخرين سواء كان ذلك نفسيا أو بدنيا أو جنسيا.[بحاجة لمصدر]
السادية هي الحصول على اللذة والمتعة بتعذيب الاخرين,
و ينسب مصطلح السادية إلى ماركيز دي ساد marquis de sade (1740 – 1814)، الذي اشتهر بمؤلفاته ذات المحتوى العنيف في الممارسات الجنسية، والتي اشهرها روايته المشهورة باسم (جوستين وجوليت).
إيقاع الألم على الطرف الآخر أو على الذات هو شرط أساسي لإثارة الرغبة الجنسية والوصول إلى الذروة عند الشخص السادي.
وتختلف صفة ودرجة هذا الألم إلى حد كبير، فقد يتلذذ السادي بوخز الطرف الآخر، أو عضه أو ضربه أو أحيانآ سبّه (ألم نفسي)، وقد تصل درجة الألم إلى حد القتل !.
وهناك شبه ارتباط بين الشخص السادي والمغتصِب، رغم اختلاف دافع كل منهما، فقد وجد أنه بين كل أربعة مغتصِبين يوجد واحد على الأقل له ميول سادية.

## الأنواع السادية
أنواع السادية:
- السادية الإجرامية : تعد من أبشع أنواع السادية ربما تؤدي إلى القتل أو يتم استخدام العنف بكل أشكاله باستخدام أدوات مثل العصا والسواط وحبال.
- السادية الخفيفة : تعد من أكثر أنواع السادية انتشاراً في المجتمع حيث يستطيع الشخص التحكم بمدى العنف الذي يوقعه.
- السادية المقبولة : تعتبر أكثر أنواع السادية انتشاراً حيث تقريباً نصف حالات السادية هو مقبولة تقتصر على الكلام وليس العنف الجسدي.

### طرق العلاج من السادية المستوى الأول وثاني
- المرحلة الأولى :/ عبر جلسات نفسية مدتها من شهر حتى شهرين مرة ومرتين في الأسبوع والتحفيز الديني حيثما يزيد قابلية شخص إلى النصح
- المرحلة الثانية :/ علاج سلوكي كامل عن طرق الابتعاد عن الأشياء غير المرغوب بها وفعل الأشياء الإيجابية حيث أثبتت الدراسات أنها تمهد طريقاً إلى علاجٍ نتيجةَ الأثر النفسي عند من قام بها.

## علاج السادية الإجرامية المستوى الثالث
مرحلة الثالثة :/ يجب تأهيل شامل قانوني نفسي طبي يحتاج إلى وقت طويل حيث تعتبر اخطر نوع سادية ربما يسبب عاهات وحتى موت الضحية.

### أعراض السادية
- لا يعرف المسامحة والمغفرة في حال أخطأ أحد في حقه.
- لا يقبل بمخالفة أحدٍ له في الرأي.
- الكذب والنفاق من أجل إيذاء الآخرين أو التسبب بالألم.
- إيذاء الحيوانات عن طريق تعذيبها أو اغتصابها وحتى قتلها.

#### تفسير السادية
سادية ليست مقتصرة على إيذاء البشر فقط بل الحيوانات حتى الأشياء الجامدة وليس فقط الإيذاء، فهناك الكذب لتسبيب ألم نفسي (أي محاولة لجلب طرق حتى يقوم إيذاء الناس عبر مختلف الطرق الجسدية والنفسية) مثل: تقييد حريات الأشخاص المقربين وإجبار الناس على القيام بما يريد عن طريق التخويف عبر الكلام أو الفعل الجسدي (الضرب).

#### أثر شخصية السادية
- في البيئة العائلية يؤدي إلى تفكك الأسرة وزرع الخوف لدى الأطفال وربما تصبح فطرة على الأفعال السادية حيث تعتبر مشاهدة هذا العنف أحد أسباب السادية ونمو الفطرة لديهم حتى يمارسوها بمختلف أنواعها.
- في المجتمع: ابتعاد الناس عن الشخص السادي ومحاولة نصحه رغم أنه غير مقتنع بالعلاج لأنه يستمتع بها.

#### صفات الشخص السادي
- عدم الشعور بالذنب.
- منعزل اجتماعياً.
- غضب وتوتر وخوف واكتئاب.
- الوسوسة وشدة التدقيق على أبسط الأشياء.
- عدم الثقة بالآخرين.
- حب السيطرة على الأشياء.